# Brahima Korbeogo
Brahima Korbeogo (né le 23 janvier 1975 à Ouagadougou en République de Haute-Volta, aujourd'hui Burkina Faso) est un joueur de football international burkinabé, qui évolue au poste de défenseur.

## Biographie

### Carrière en sélection
Avec l'équipe du Burkina Faso, il dispute 28 matchs (pour un but inscrit) entre 1997 et 2002. Il figure notamment dans le groupe des sélectionnés lors des Coupes d'Afrique des nations de 1998 et de 2000.

## Palmarès
| US Forces armées - Coupe du Burkina Faso : - Finaliste : 1999. - Supercoupe du Burkina Faso (1) : - Vainqueur : 2000. |  | AS Faso-Yennenga - Championnat du Burkina Faso (2) : - Champion : 2004 et 2006. - Supercoupe du Burkina Faso (2) : - Vainqueur : 2003 et 2006. |

 Commune FC
- Championnat du Burkina Faso (1) :
  - Champion : 2007.